# Neudörfchen (Meißen)
Neudörfchen ist ein Stadtteil von Meißen im Landkreis Meißen, Sachsen. Der Stadtteil liegt im Süden der Stadt in der Gemarkung Meißen am orografisch linken Rand des Elbtals an der Bundesstraße 6. Nachbarorte sind Meißen-Siebeneichen und Meißen-Niederspaar am gegenüberliegenden Elbufer. Erstmals erwähnt wurde das Dorf im Jahr 1723. Im Jahr 1914 wurde es nach Meißen eingemeindet.